# Odontorhabdus dentipes
Odontorhabdus dentipes là một loài bọ cánh cứng trong họ Cerambycidae.